# Paul Albert
Carl Paul Albert (ur. 16 lutego 1876 w Biebrich, zm. 15 maja 1903 w Ingelheim am Rhein) – niemiecki kolarz torowy, złoty medalista mistrzostw świata.

## Kariera
Największy sukces w karierze Paul Albert osiągnął w 1898 roku, kiedy zdobył złoty medal w sprincie indywidualnym amatorów podczas mistrzostw świata w Wiedniu. W zawodach tych bezpośrednio wyprzedził swego rodaka Ludwiga Opla Brytyjczyka Thomasa Summersgilla. Był to jedyny medal wywalczony przez Alberta na międzynarodowej imprezie tej rangi. W 1899 roku przeszedł na zawodowstwo, ale nie osiągnął już większych sukcesów. Ponadto kilkakrotnie zdobywał medale torowych mistrzostw kraju, w tym trzy złote. Nigdy nie wystąpił na igrzyskach olimpijskich. 